# Dieter Pankert
 (août 2024).
Si vous disposez d'ouvrages ou d'articles de référence ou si vous connaissez des sites web de qualité traitant du thème abordé ici, merci de compléter l'article en donnant les références utiles à sa vérifiabilité et en les liant à la section « Notes et références ».
Dieter Pankert, né le 3 novembre 1951 à Eupen est un homme politique belge germanophone, membre du PJU-PDB.
Il est instituteur depuis 76 et depuis 83 prefet au Pater-Damian-Schule Eupen. Enseigne de 1989 à 2000 le droit et le commerce au centre de formation continue des classes moyennes d'Eupen. Il fut de 88 à 91 conseiller au cabinet de Hugo Schiltz. 

## Fonctions politiques
- 1988-2012 : conseiller communal à Eupen
- 1996-2000 : conseiller provincial (province de Liège)
- 2001-2012 : échevin à Eupen
- 2004-2009 : membre du parlement germanophone.